# Malé Svatoňovice
Malé Svatoňovice är en ort i Tjeckien. Den ligger i den nordöstra delen av landet, 130 km öster om huvudstaden Prag. Malé Svatoňovice ligger 439 meter över havet och antalet invånare är 1 587.
Terrängen runt Malé Svatoňovice är kuperad åt nordost, men åt sydväst är den platt. Runt Malé Svatoňovice är det ganska tätbefolkat, med 124 invånare per kvadratkilometer. Närmaste större samhälle är Trutnov, 10,1 km väster om Malé Svatoňovice. Omgivningarna runt Malé Svatoňovice är en mosaik av jordbruksmark och naturlig växtlighet.